# Ermita de San Telmo (Santa Cruz de Tenerife)
La ermita de San Telmo es una ermita del siglo XVI ubicada en el barrio de El Cabo en la zona de Cabo-LLanos de Santa Cruz de Tenerife (Canarias, España). Es uno de los templos más antiguos de la ciudad de Santa Cruz de Tenerife y de la isla de Tenerife
Es Bien de Interés Cultural, con categoría de Monumento.

## Historia
La construcción de la ermita data de mediados del siglo XVI y fue promovida por la cofradía de mareantes o pescadores en honor a su patrono, es decir San Telmo, cuya imagen se encuentra en el interior de la ermita. Otras imágenes veneradas en el templo son, la Virgen del Buen Viaje, San José, San Francisco Javier, San Sebastián, así como el primer santo canario, el Santo Hermano Pedro de Betancur. 
En el edificio, de nave y planta rectangular, destaca su pórtico realizado en cantería negra y el artesonado mudéjar con lacerías del interior. En ella se custodió durante años la Cruz Fundacional, que luego fue trasladada a la Concepción. Cuenta además con algunas pinturas del ataque a la isla del almirante Nelson, así como un pequeño retablo renacentista. 
Según la tradición en el lugar de esta ermita se celebró, en el año 1494, la ceremonia de la fundación de la ciudad. En esta ermita se encuentra el pequeño barco de exvoto que la tradición atribuye al entregado por el pirata tinerfeño Cabeza de Perro a la Virgen del Carmen el día de su ejecución en el siglo XIX.

## Romería de la Virgen del Buen Viaje y San Telmo
Esta romería popular se celebra todos los años alrededor del 14 de abril y cada año adquiere mayor importancia. El día previo a la romería se realiza una procesión de las imágenes de San Telmo y la Virgen del Buen Viaje entre la ermita de San Telmo y la Iglesia Matriz de La Concepción.
El día de la romería se realiza un paseo romero en el que las carretas engalanadas y tiradas por animales son acompañadas por grupos de romeros ataviados como campesinos que cantan y bailan sones isleños. Son elementos fundamentales los labradores, las rondallas y los grupos de baile y los animales, aseados y preparados para la fiesta, que tienen un papel central en el arrastre de carretas. Carretas y animales desfilan delante de las imágenes de San Telmo y la Virgen del Buen Viaje. 

## Galería de imágenes

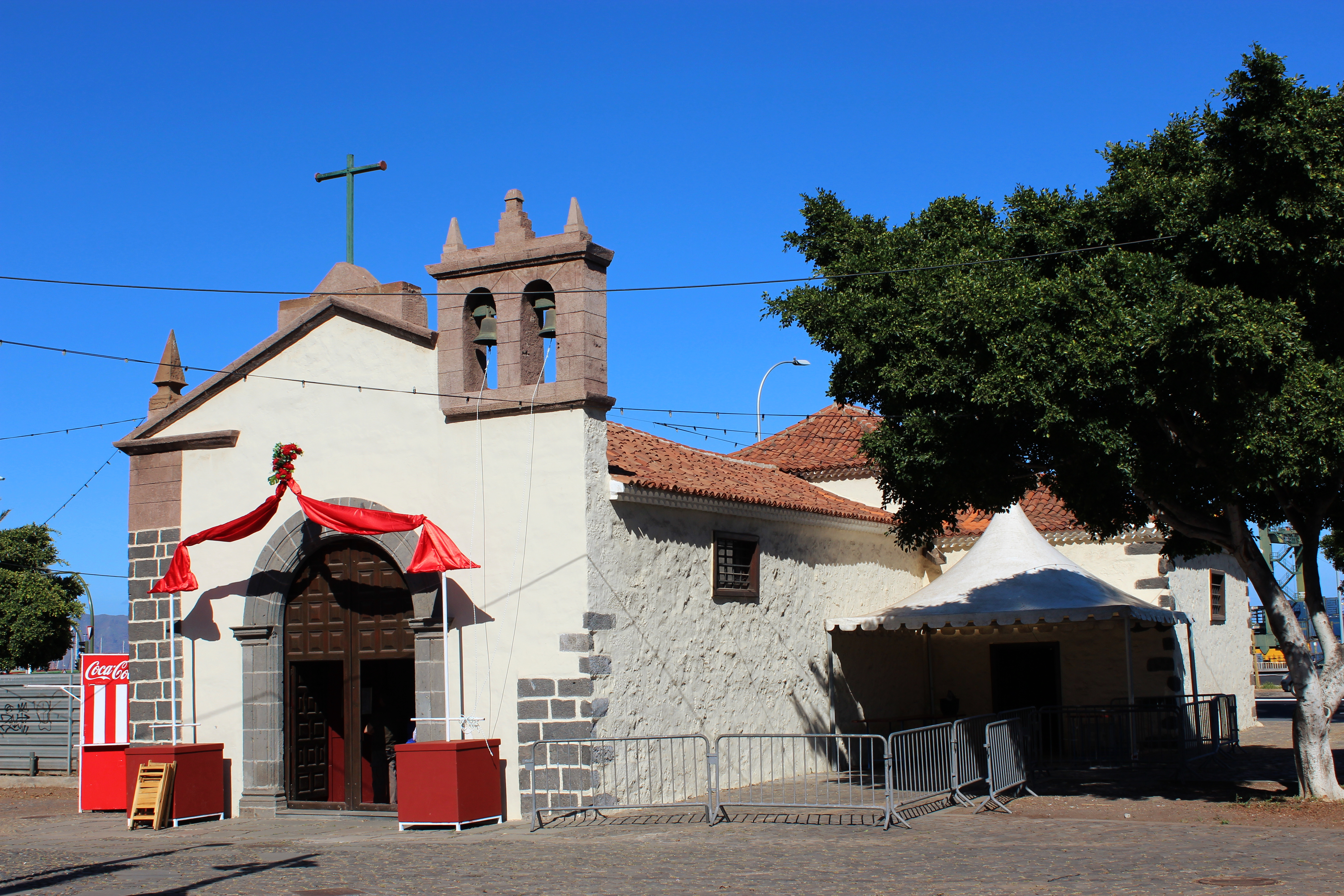
Exterior de la Ermita, los días de su fiesta.
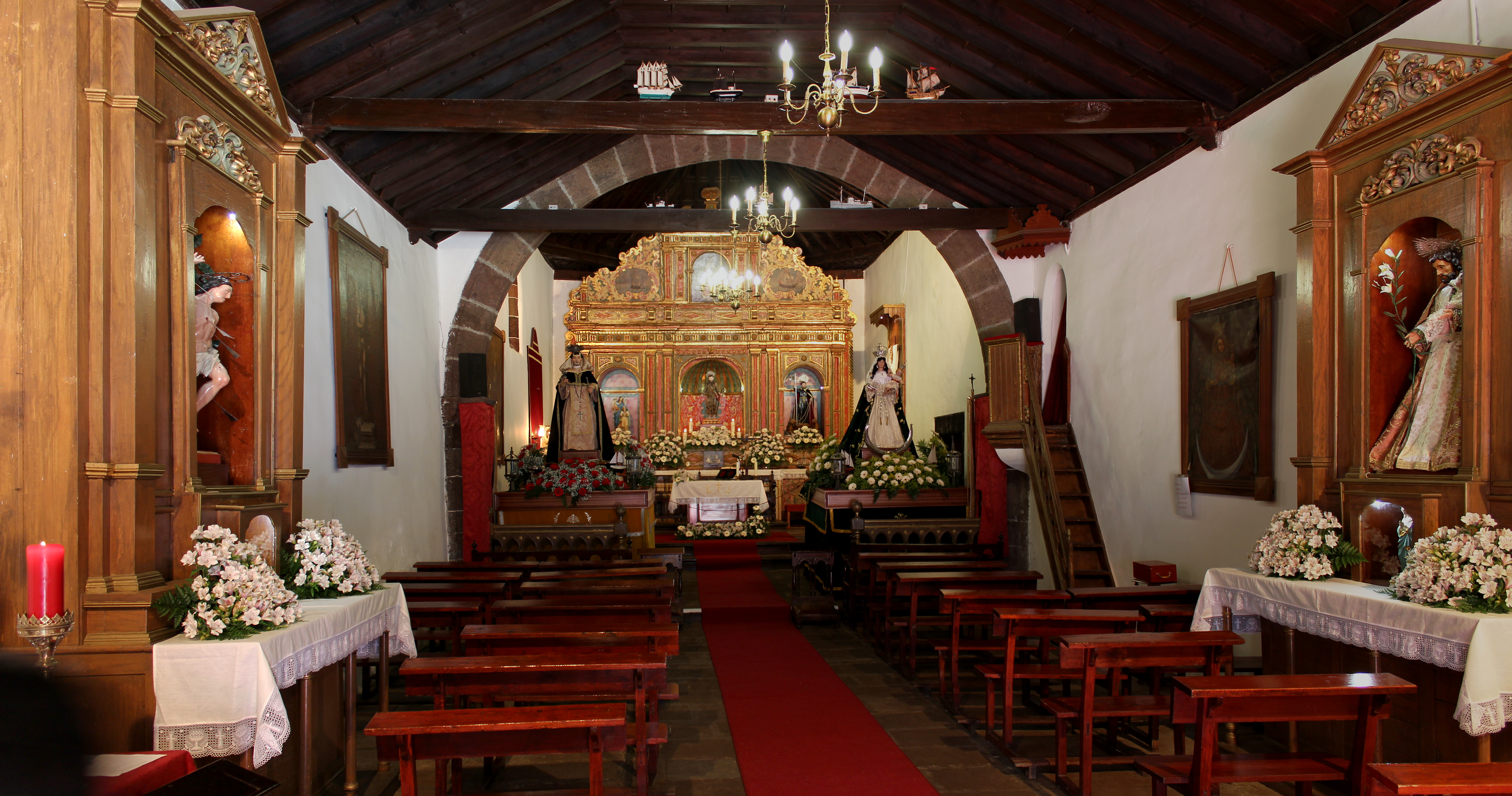
Panorámica del interior.
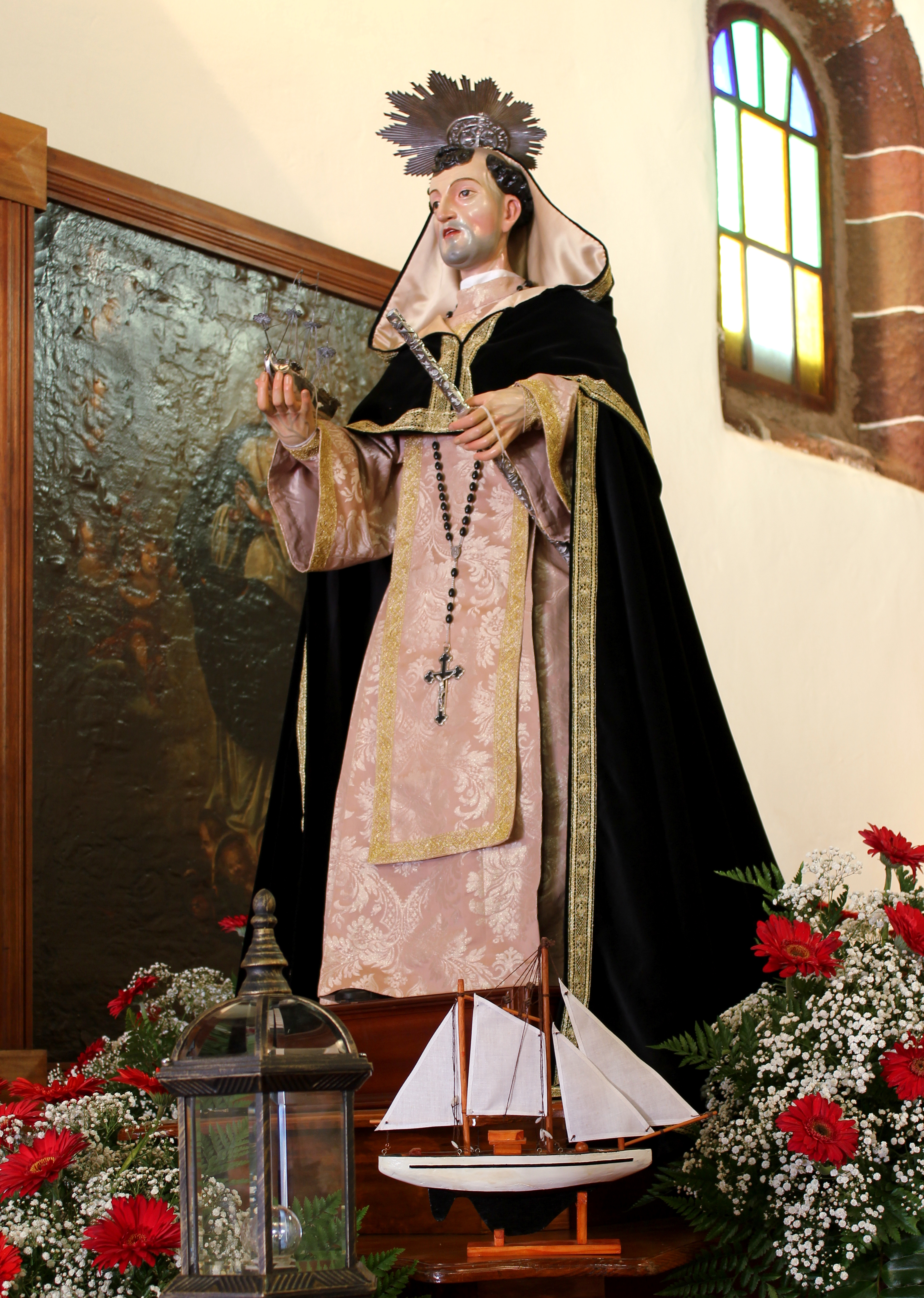
Imagen de San Telmo.
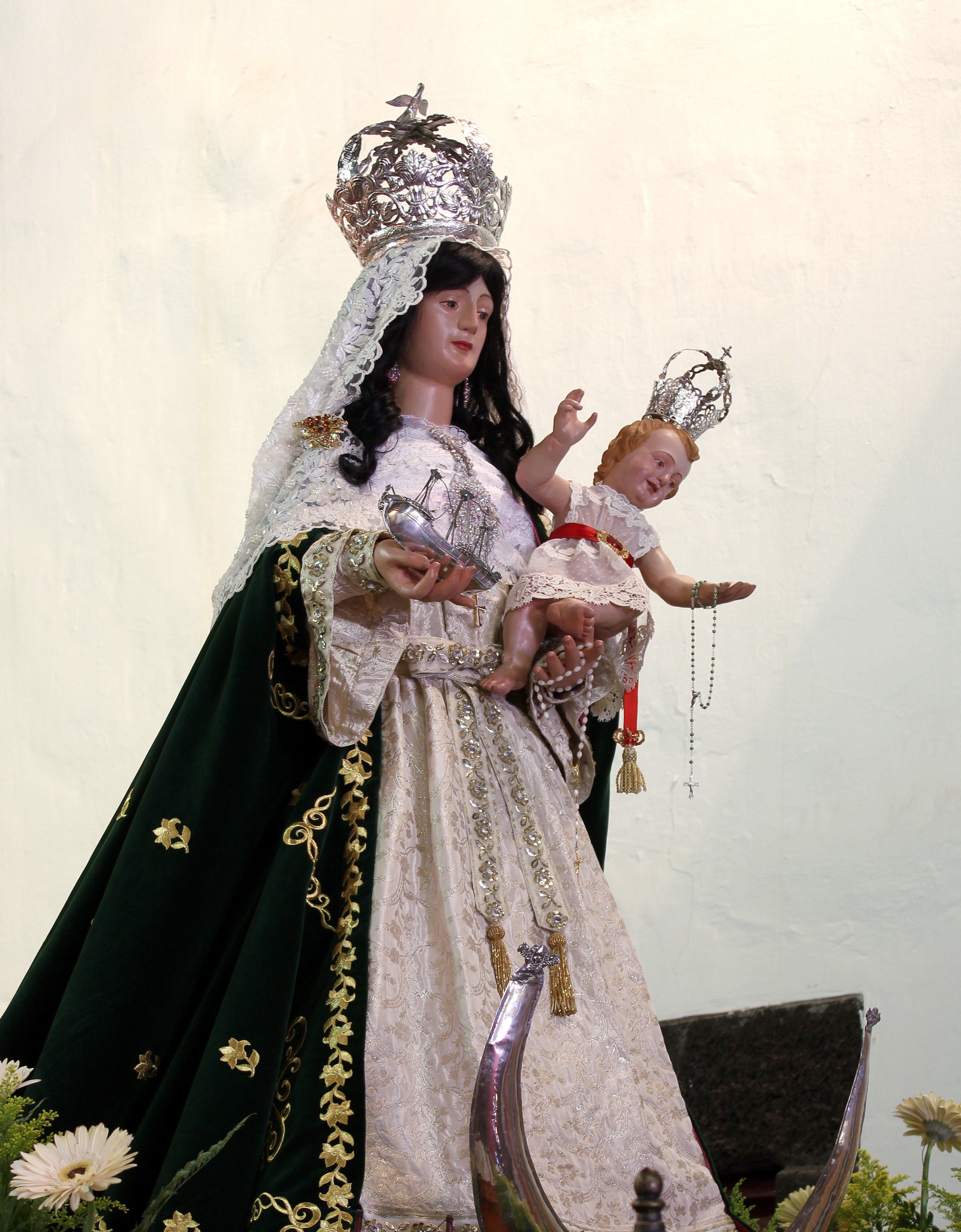
Imagen de Nuestra Señora del Buen Viaje.
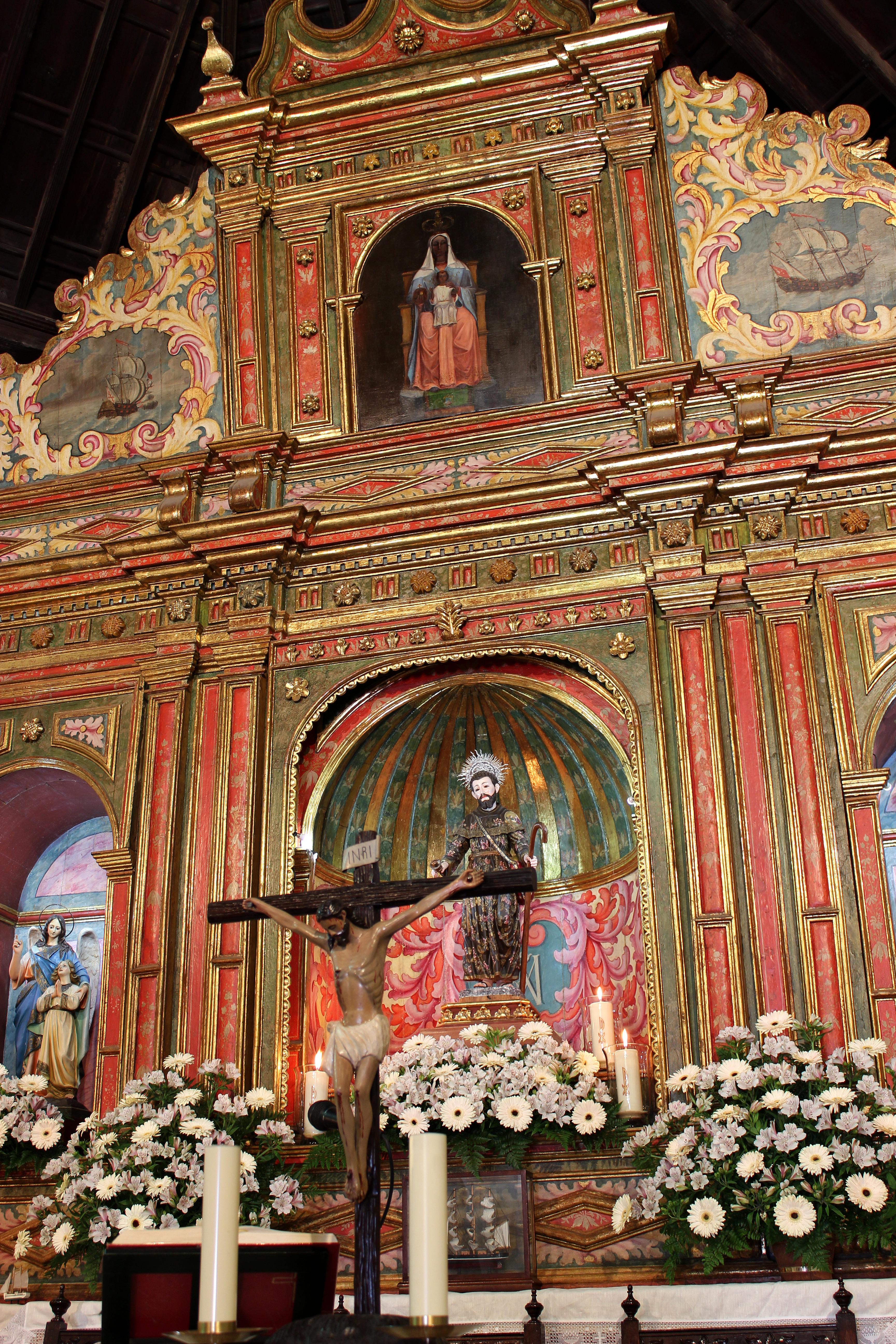
Retablo.
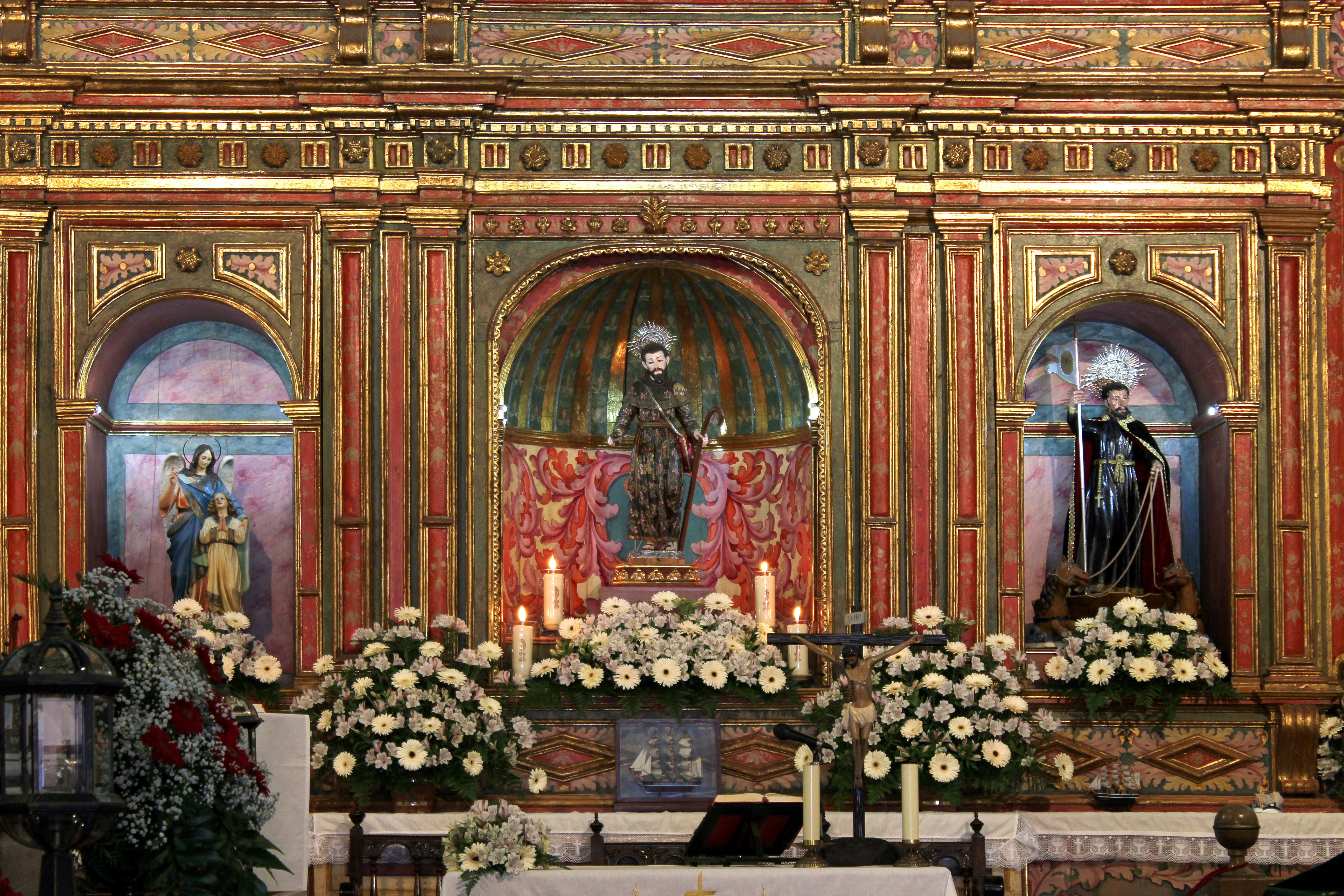
Retablo, en la hornaciona central se aprecia la imagen del Santo Hermano Pedro.
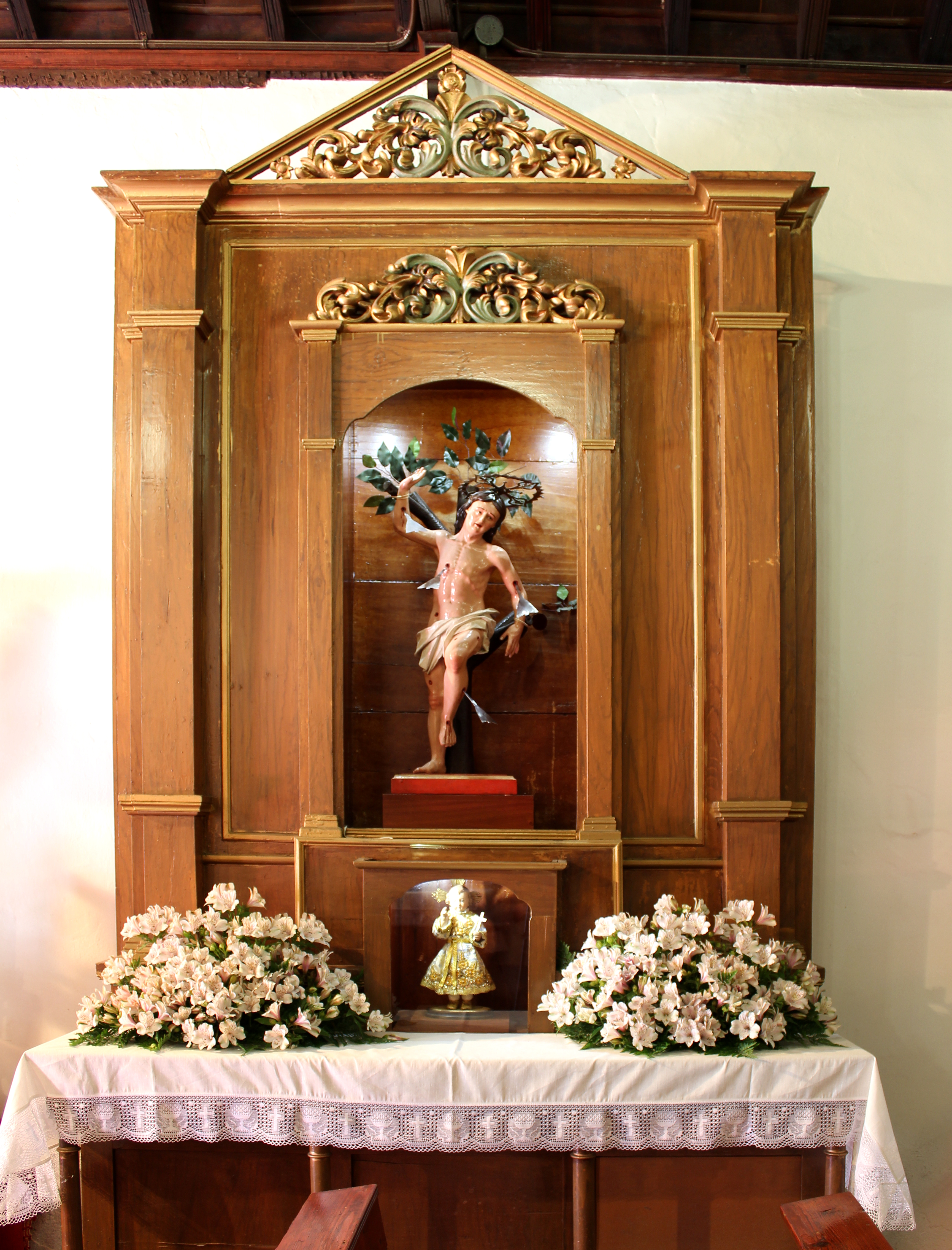
Imagen de San Sebastián.
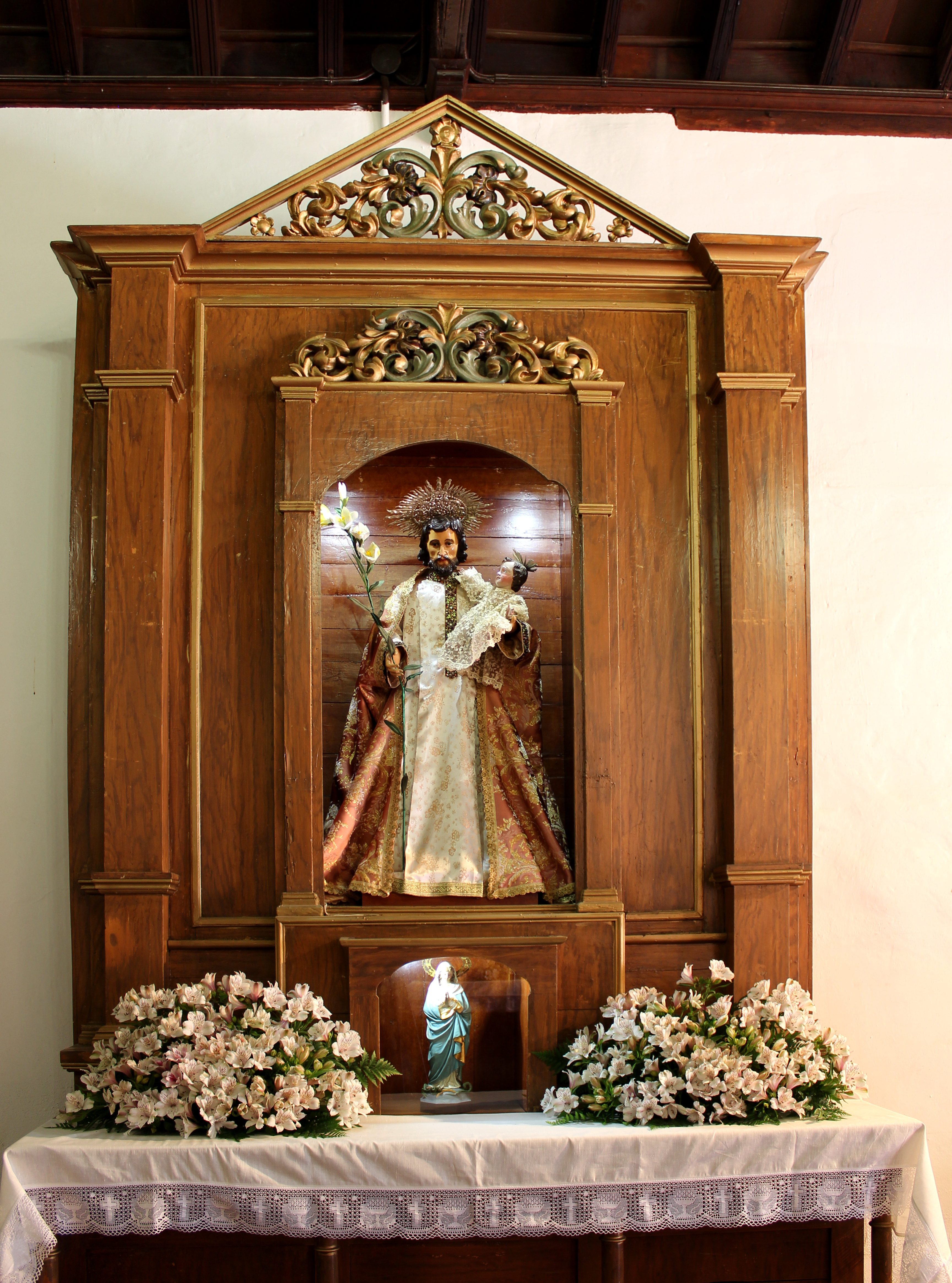
Imagen de San José.
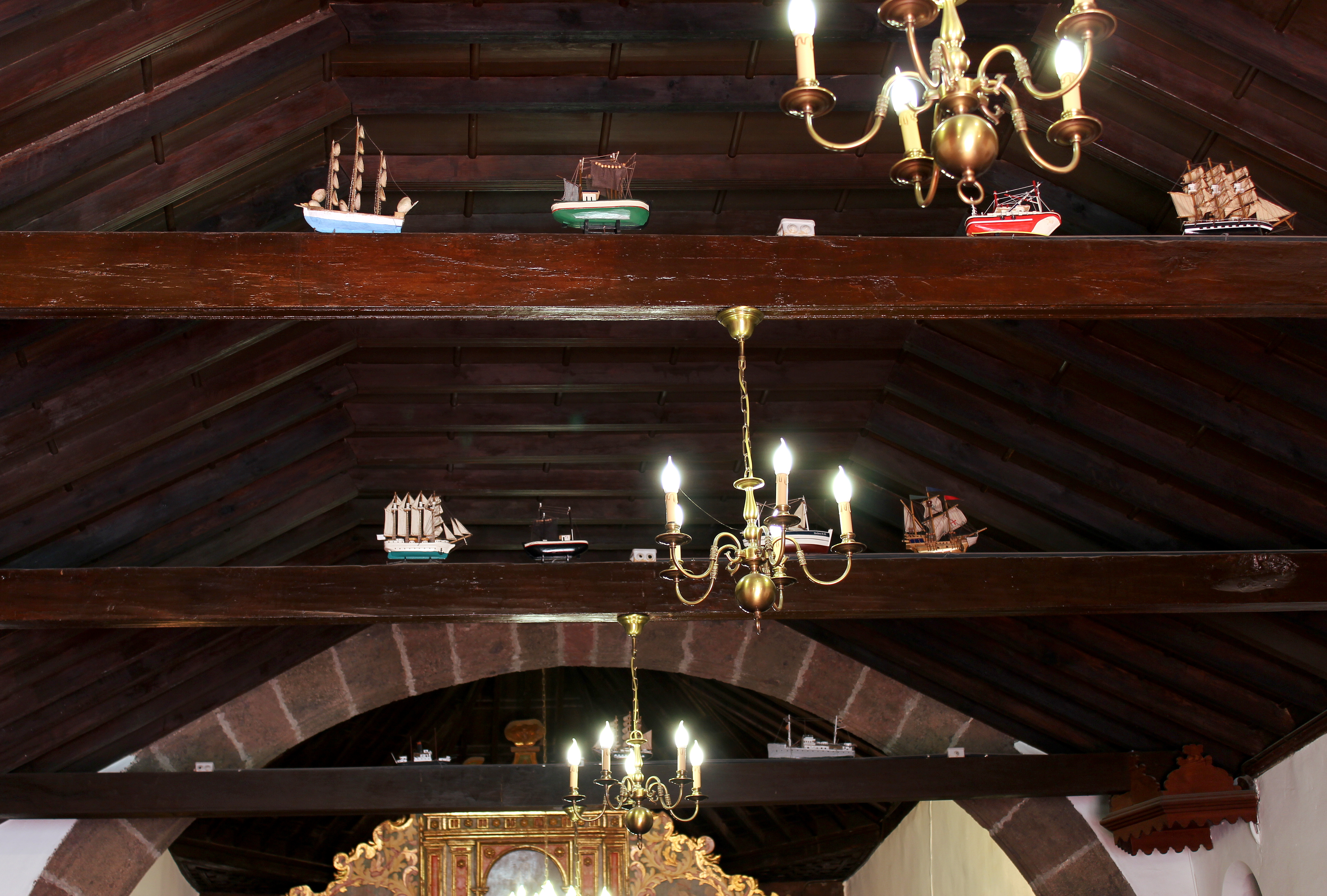
Barcos votivos.
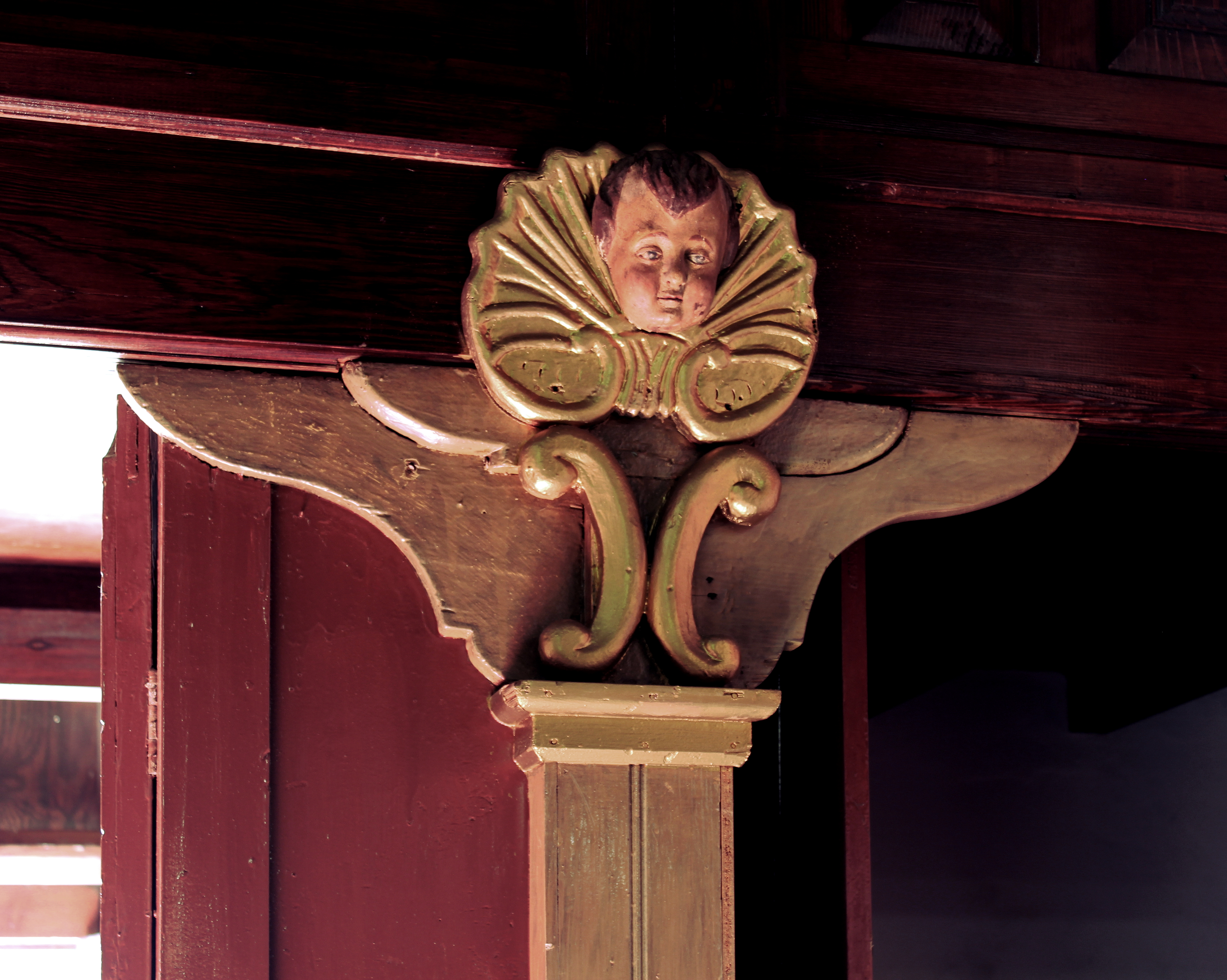
Querubín, detalle decorativo.